# Rheden
Rheden es un municipio y una localidad de la Provincia de Güeldres de los Países Bajos.

## Galería

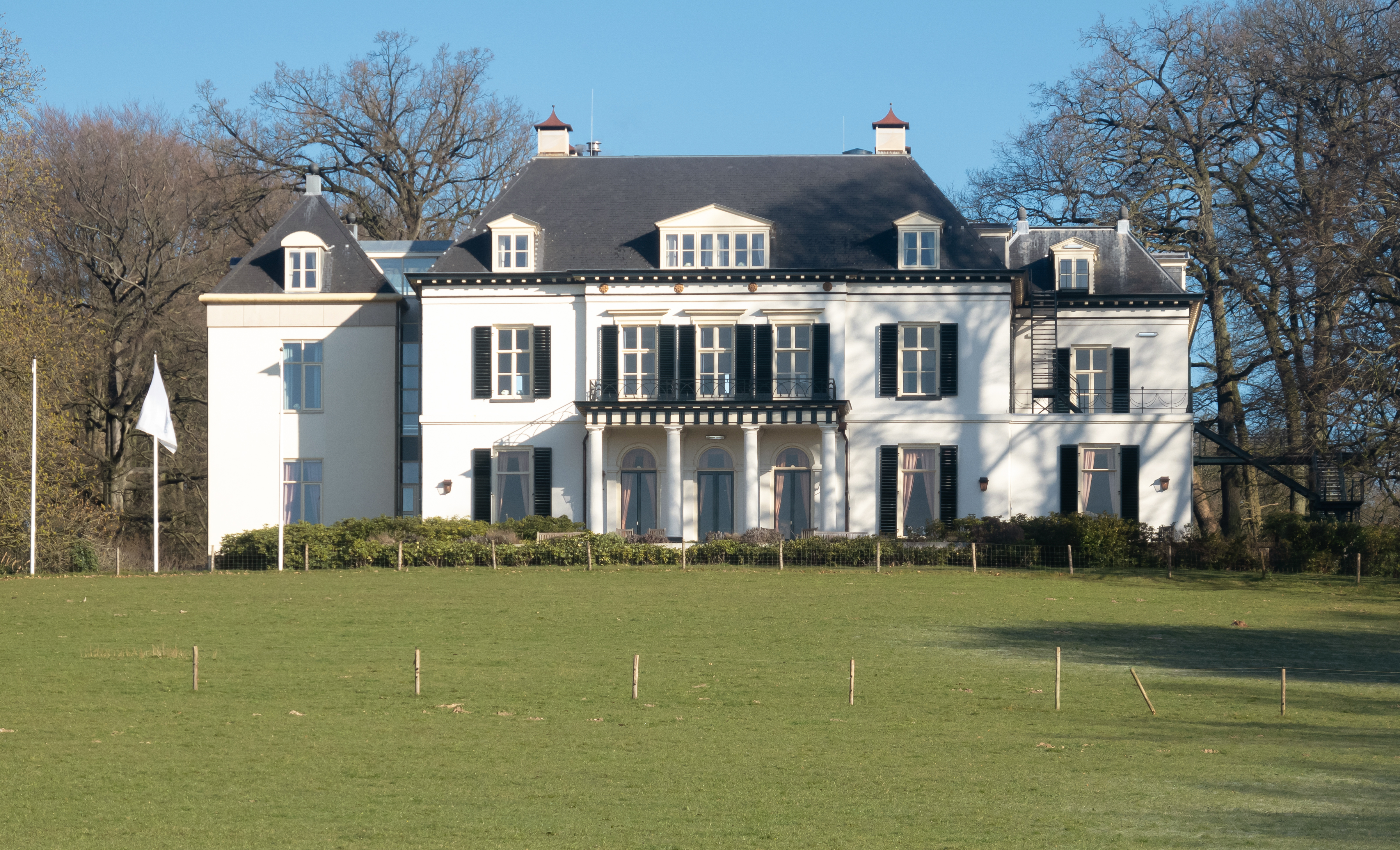
Rheden, la mansion el Valkenberg
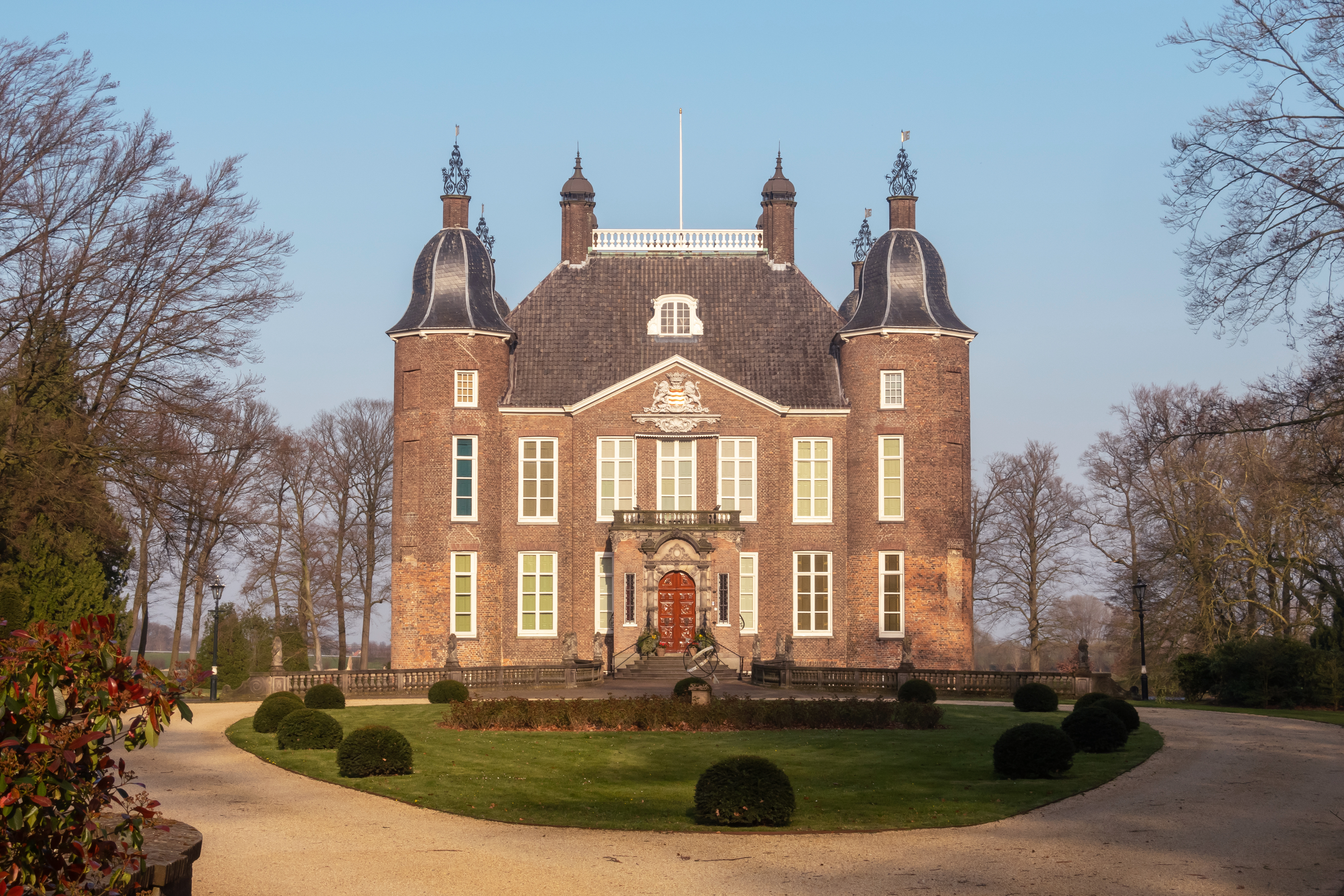
Velp, el castillo: el Biljoen
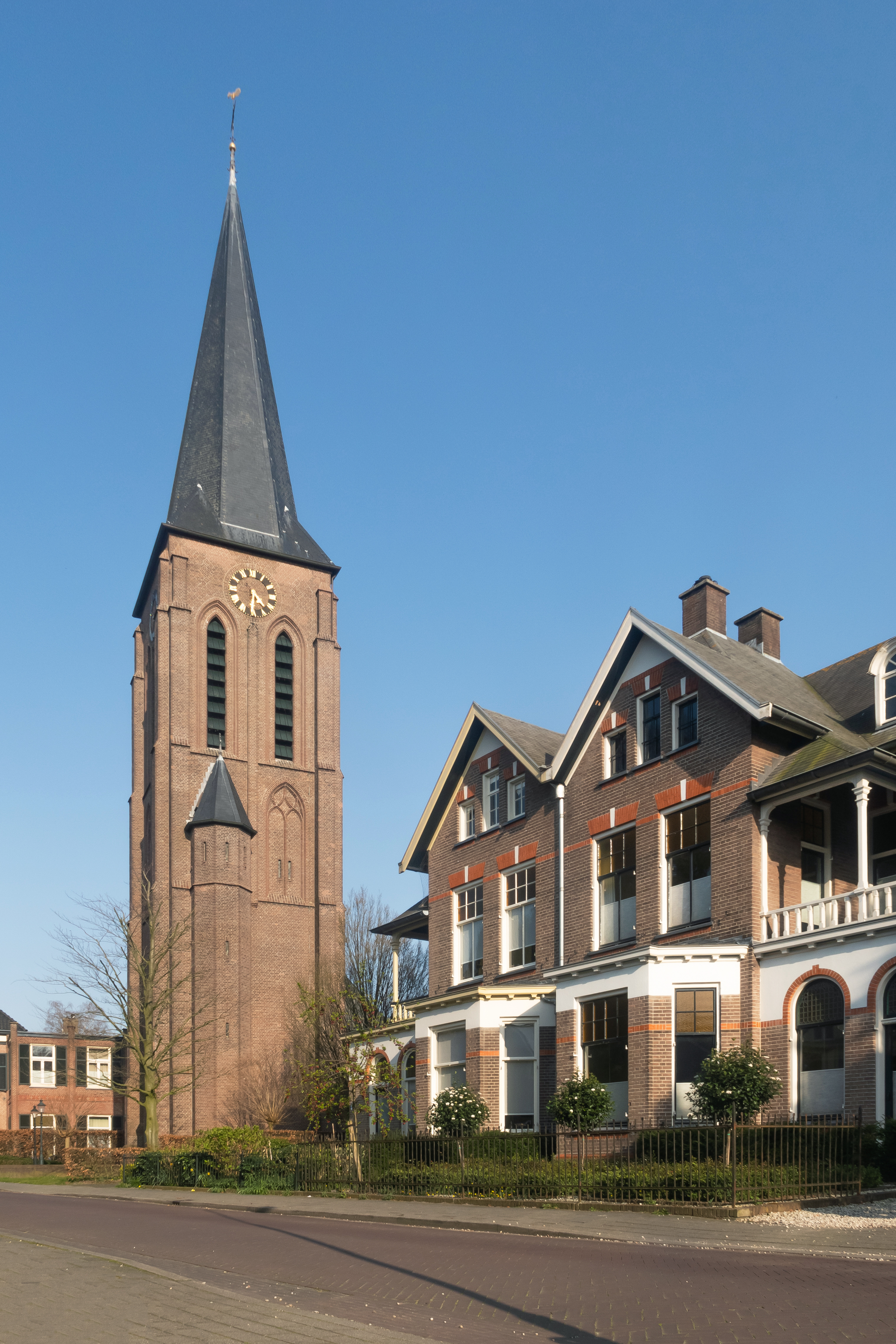
Dieren, la torre: el Dierense Toren
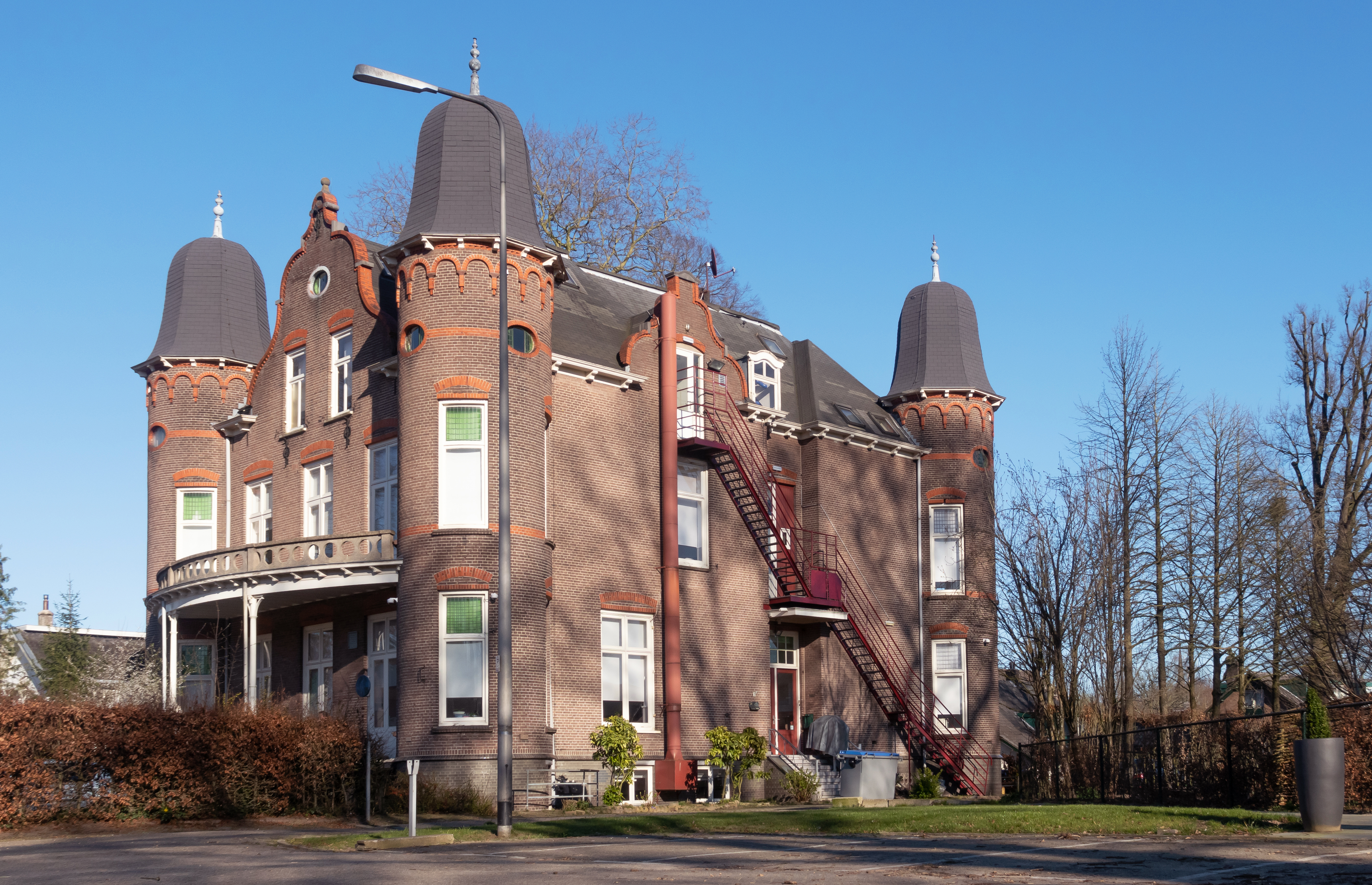
De Steeg, la villa Huize Rhederpark
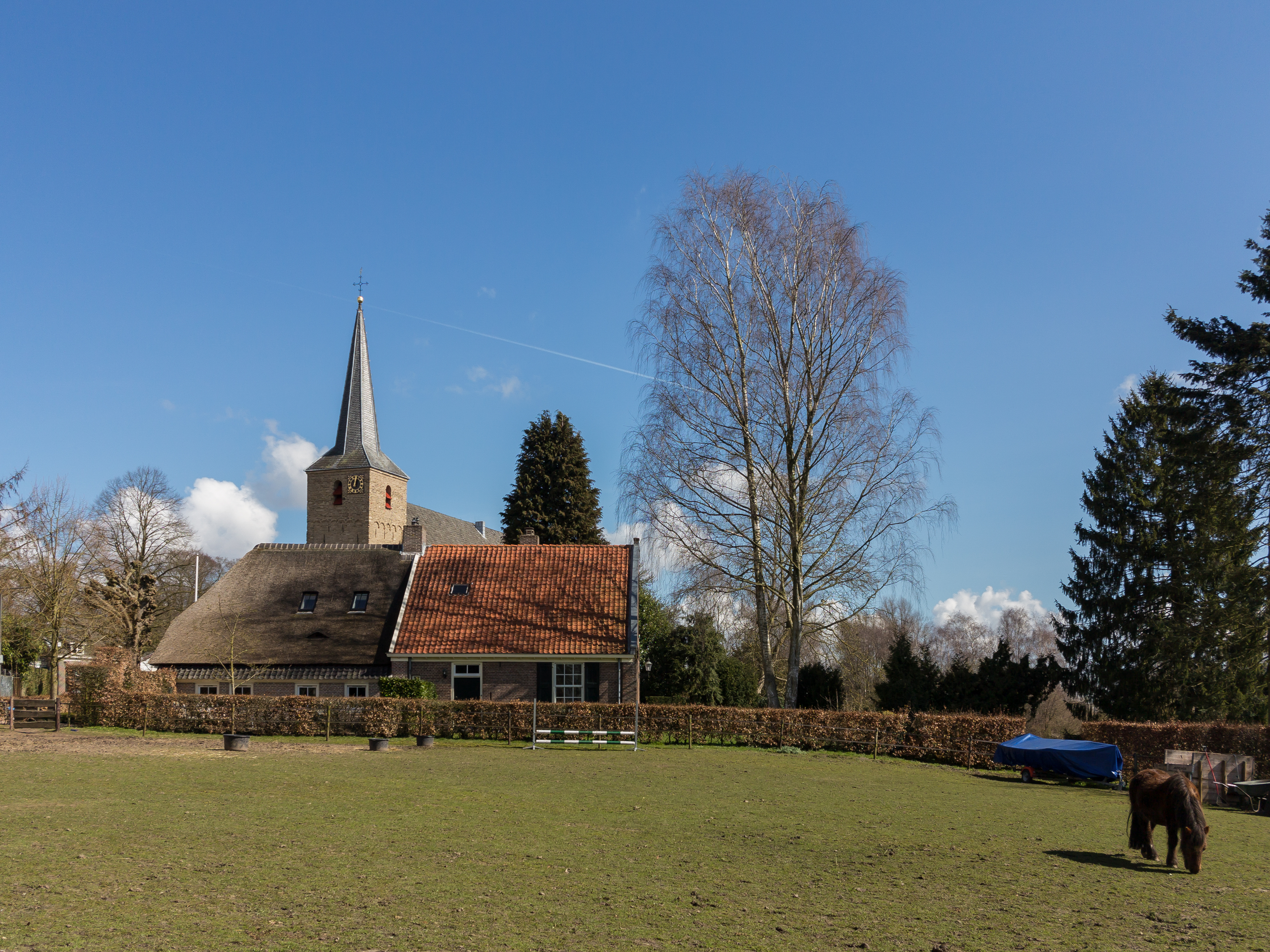
Ellecom, la iglesia protestante
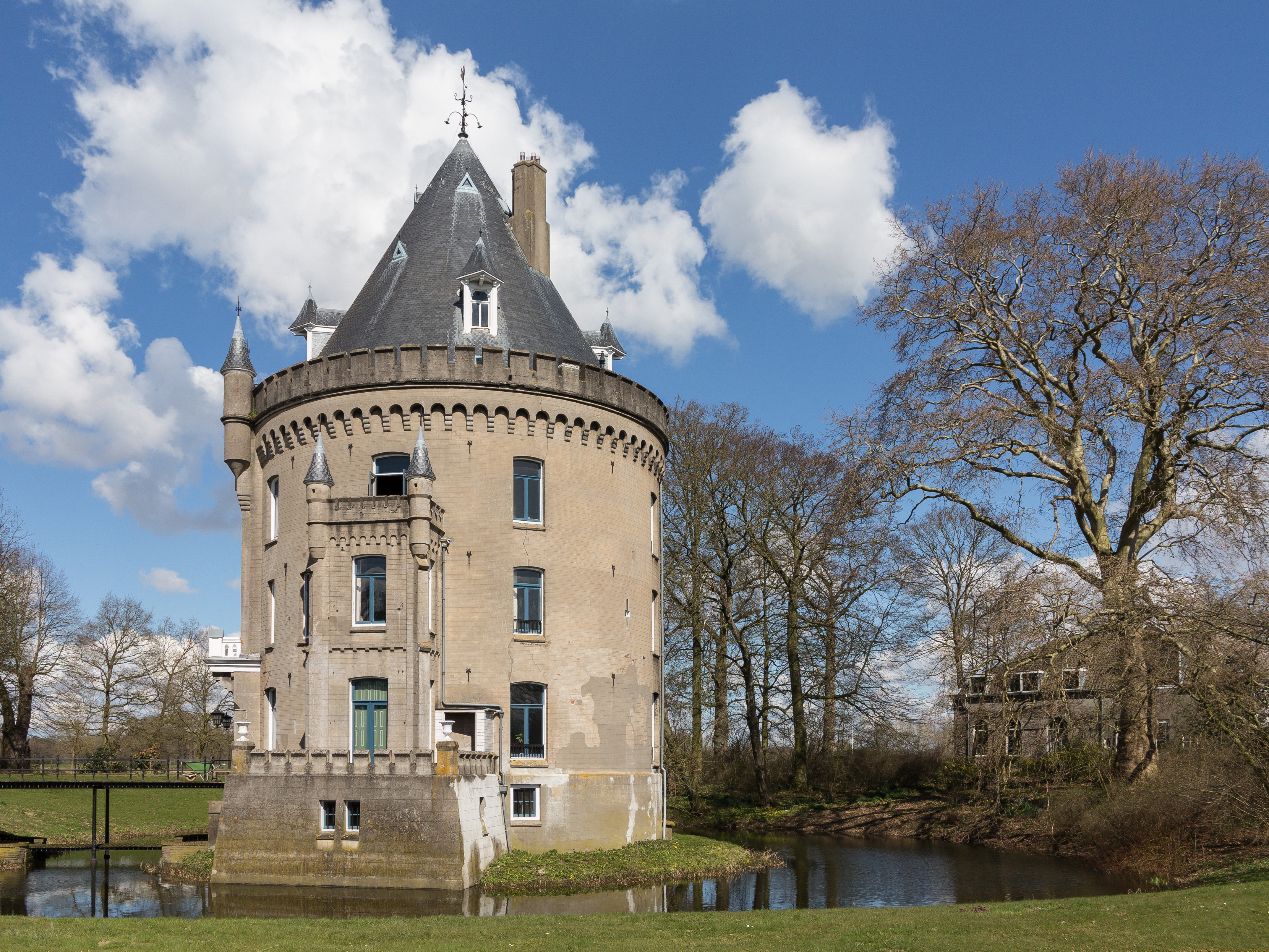
Spankeren, el torre: el Gelderse Toren
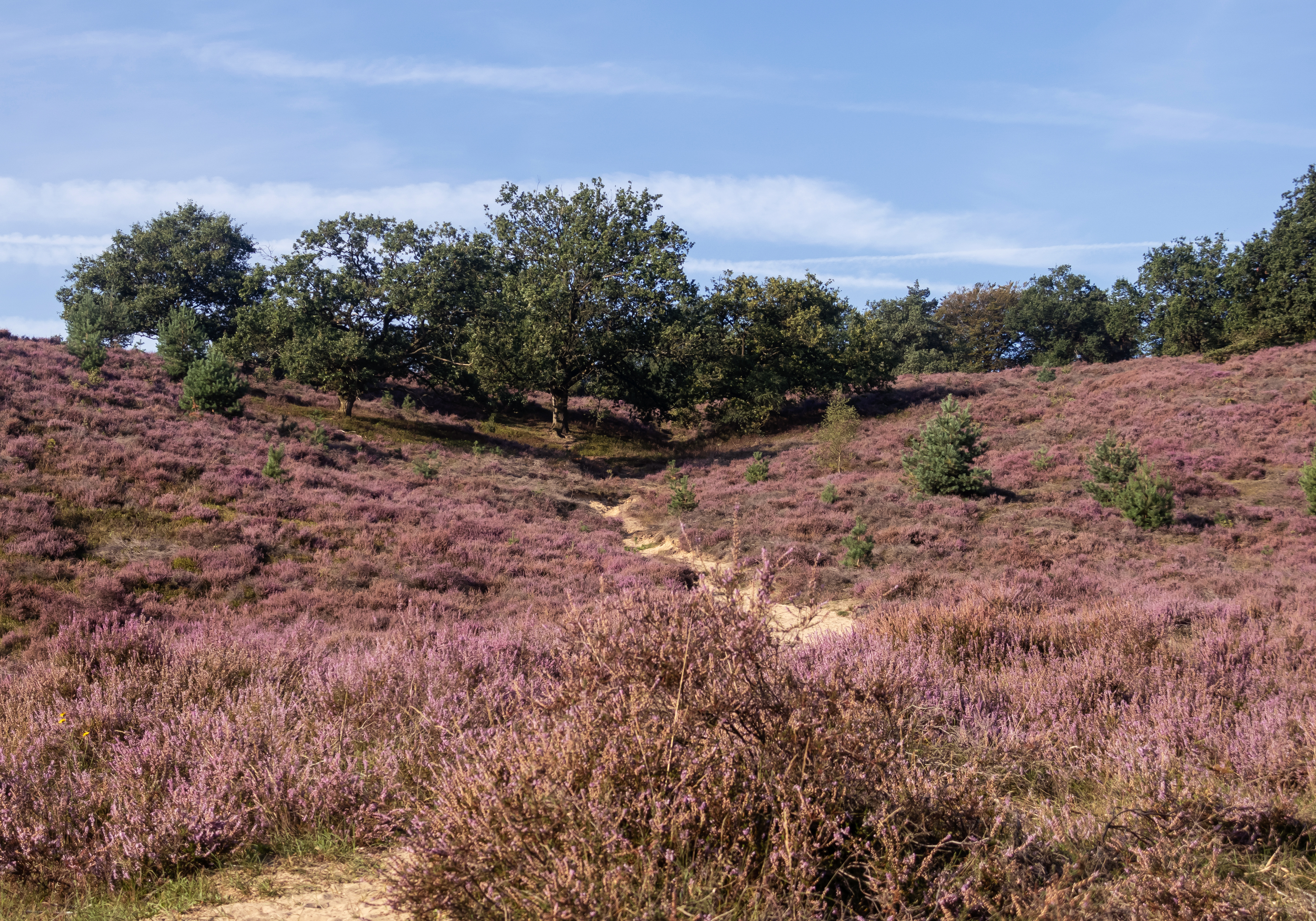
el Posbank
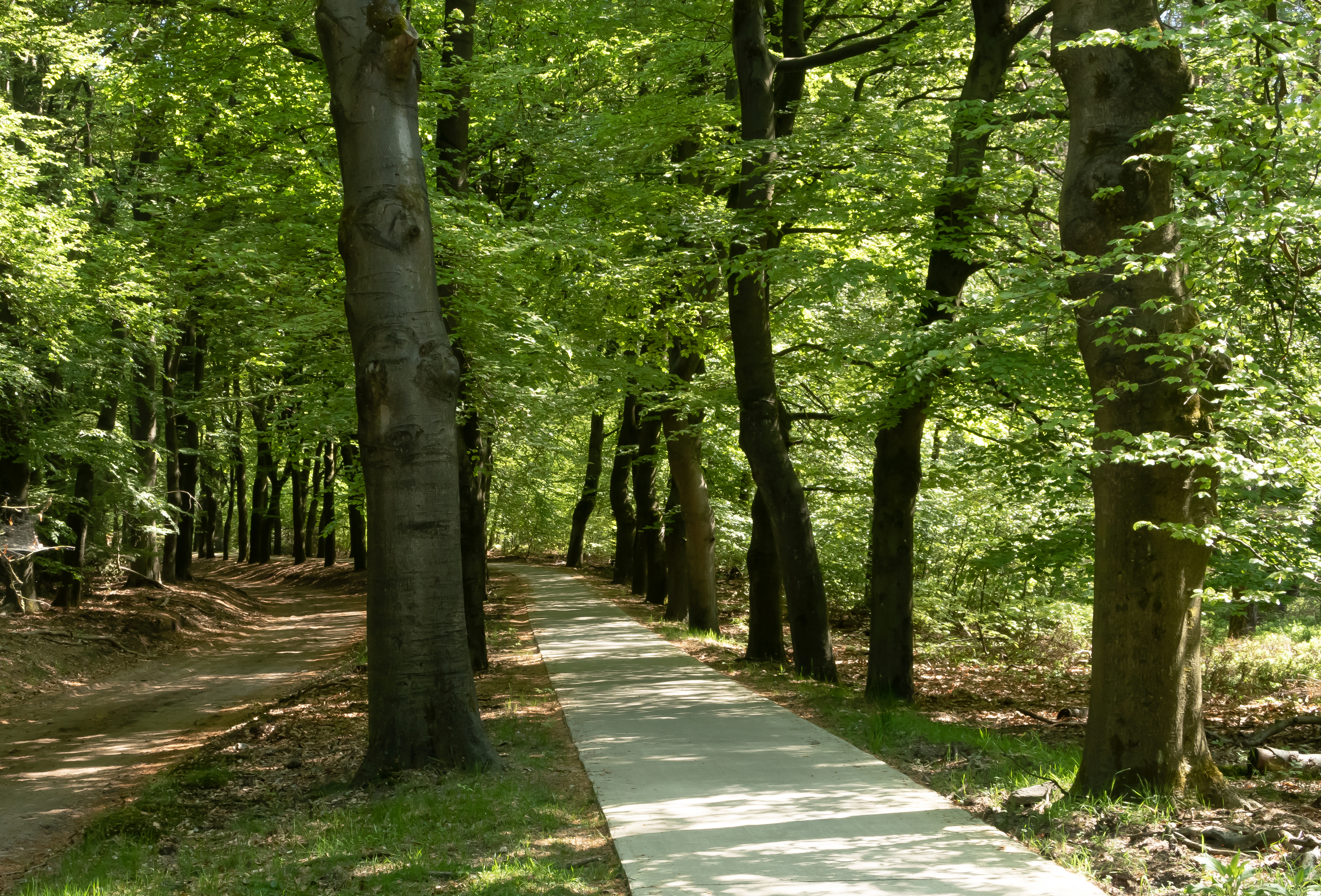
Rheden, en Parque nacional Veluwezoom